# 伊甘加區
伊甘加區是非洲中部國家烏干達的111個區之一，由東部區負責管轄，首府是伊甘加，海拔高度1,138米，距離金賈約44公里，主要的經濟產業是自給農業，2010年人口估計為481,700。

## 外部連結
- Iganga District Information Portal （页面存档备份，存于）
- Suubi Clinic Partners with Iganga District Hospital （页面存档备份，存于）

00°38′N 33°29′E / 0.633°N 33.483°E